# Panorama (Belgisch tijdschrift)
Panorama, vanaf 1995 Nieuwe Panorama, was een Belgisch Nederlandstalig tijdschrift dat werd uitgeven door de TUM en diens opvolger Mediaxis.

## Historiek
Het blad werd opgericht in 1957 door de TUM. In de jaren’60 waren onder meer Jef Anthierens, Louis Van Raak en Wiel Elbersen actief op de redactie.
In de jaren 70 fuseerde het weekblad met het katholieke tijdschrift Ons Land van uitgeverij Orbis. Vervolgens droeg het blad de ondertitel Ons Land. Hoofdredacteur in de jaren 70 was Piet Teigeler. Onder het hoofdredacteurschap van Karel Anthierens viel de ondertitel Ons Land weg.
Begin jaren negentig volgde de fusie van Panorama met concurrent De Post. van uitgeverij Sparta. Een tijdlang had het blad vervolgens de ondertitel De Post. In 1995 werd het blad herdoopt tot de Nieuwe Panorama en op 4 december 1997 werd de stopzetting van het weekblad bekendgemaakt. In 1998 ontstond P-Magazine bij uitgeverij De Vrije Pers, de opvolger van het ter ziele gegane weekblad.

## Redactie
| Tijdspanne  | Hoofdredacteur   |
| ----------- | ---------------- |
| ...         |                  |
| 1969 - ?    | Jef Anthierens   |
| 197? - ?    | Piet Teigeler    |
| 1983 - 1992 | Karel Anthierens |
| 1993 - 1995 | Lex Moolenaar    |
| 1995 - 1997 | Joël De Ceulaer  |